# Tomislav Žigmanov
Tomislav Žigmanov (Tavankut, 12. svibnja 1967.) je hrvatski književnik i publicist iz Vojvodine. Živi i radi u Subotici, povremeno i na Čikeriji. Piše pjesme i prozne zapise (eseje). Po zanimanju je profesor filozofije. Žigmanov je jedini predstavnik Hrvata u Skupštini Srbije, ali i predstavnik Hrvata u Srbiji.

## Životopis
Tomislav Žigmanov rodio se je u Tavankutu. Osnovnu školu je pohađao u Tavankutu a u obližnjoj Subotici srednju školu. Studirao je na Filozofskom fakultetu u Novom Sadu, gdje je diplomirao na skupini filozofija. Član je Društva hrvatskih književnika, Društva književnika Vojvodine i Hrvatskog filozofskog društva.

### Književni rad
U svojim pjesmama ima suvremeni, moderni pjesnički izraz i oblik (refleksivni stihovi).
Piše i dijalektalnom poezijom, na novoštokavskoj bunjevačkoj ikavici (knjiga stihova Bunjevački blues), katkada je sofisticirane do virtualnosti. Putem ovog izraza, Žigmanov je uspio napraviti iskorak u području poezije.
Njegova prva knjiga refleksivnih pjesama "Raskrivanja" predstavljena je 27. srpnja 2007. godine u prostorima HKC Bunjevačko kolo u nakladi tjednika iz Subotice Žiga.
Nakon pjesničkih djela, pisao je i zapise Efemerije svakodnevlja, u kojima je razradio fenomenologiju raspada režima Slobodana Miloševića.
Izvršnim je urednikom Leksikona podunavskih Hrvata – Bunjevaca i Šokaca, izdanog u nakladi Hrvatskog akademskog društva iz Subotice.

### Društveno-politički rad
Osim književnog rada, Žigmanov se angažirao i politički, posebice u borbi za ravnopravni i dostojni status Hrvata u Vojvodini, kao i u borbi protiv politike odnarođivanja bunjevačkih Hrvata (koju provode vlasti Republike Srbije radi stvaranja umjetne bunjevačke nacije).
Stoga se je angažirao još početkom devedesetih, nakon raspada SFRJ. Zajedno s još nekim hrvatskim vojvođanskim intelektualcima pokrenuo je časopis Žig. Dvije je godine bio urednikom tog lista, od 1996. do 1998. godine. Istodobno je bio djelovao pri Otvorenom sveučilištu u Subotici, gdje je bio koordinatorom za razvitak civilnog društva. Nakon toga, od 1998. do 2002. godine, radi unutar na pokretanju programa Radija Suboticena hrvatskom jeziku. Nakon 2002. godine se angažirao na pokretanju novinsko-izdavačke kuće vojvođanskih Hrvata, NIU Hrvatske riječi. Bitnom je osobom među pokretačima projekta Leksikon podunavskih Hrvata-Bunjevaca i Šokaca. Istom projektu je izvršnim urednikom 2005. godine.
Također, u svojim je novinskim istupima je kritizirao politiku vladajućih krugova u Srbiji prema hrvatskoj manjini, ali i odnos vladajućih krugova u Republici Hrvatskoj prema Hrvatima u Srbiji.
Njegovi članci su kritizirali i inertnost hrvatske javnosti u Vojvodini.
U svom društveno-znanstvenom radu, održavao je i izlaganja na stručno-znanstvenom skupu održanom u sklopu Dana Balinta Vujkova.
Pisao je i za Hrvatsku reviju.
Ravnatelj je i djelatnik Zavoda za kulturu vojvođanskih Hrvata.
Surađivao je s Helsinškim odborom za ljudska prava u Srbiji kad se izrađivalo izvješće o položaju hrvatske manjine u Srbiji.

### Prijetnje
Kao zastupnik hrvatske manjine u Srbiji preko Demokratskog saveza Hrvata u Vojvodini u Skupštini Srbije, više je puta dobivao prijetnje i bio pod pritiskom srpske javnosti zbog kritiziranja velikosrpskih težnji i takvog političkog usmjerenja srpskog predsjednika Aleksandra Vučića kao i osuđenog ratnog zločinca i radikala Vojislava Šešelja, koji mu je zbog toga prijetio i smrću. Naime, nakon što je Šešelj drugostupanjskom presudom MICT-a osuđen na deset godina zatvora zbog zločina nad vojvođanskim Hrvatima u selu Hrtkovcima 1992. godine, Šešelj je izjavio da je "ponosan na svoje zločine" te da ih je "spreman ponoviti, počevši s Tomislavom Žigmanovom", na što organi reda i vlasti u Srbiji nisu reagirali, iako se radilo o presedanu u srpskoj politici i javno izrečenim osobnim prijetnjama kakvih u Srbiji nije bilo od Domovinskog rata.

## Djela

### Književna
- Raskrivanja (knjiga refleksivnih stihova)
- Efemerije svakodnevlja
- Bunjevački blues (knjiga stihova), 2002.
- Bez svlaka mraka, poema, 2005.
- Minimum in maximis - Zapisi s ruba o nerubnome (knjiga filozofskih eseja), 2007.
- Prid svitom – saga o svitu koji nestaje, prozni monolozi, 2008. (pisana na bunjevačkoj ikavici)
- (Ne)Sklad(a)ni divani (knjiga priča), Subotica, 2015.

Svojim djelima je 2009. godine ušao u antologiju poezije nacionalnih manjina u Srbiji Trajnik (prireditelja Riste Vasilevskog).
Bio je urednikom monografije o prvom suvremenom slikaru u bunjevačkih Hrvata Stipanu Kopiloviću, autora Bele Durancija.

### Znanstvena
- Bibliografiju Hrvata u Vojvodini 1990. – 2002., 2005.
- Hrvati u Vojvodini danas: traganje za identitetom, 2007.
- Hrvati u Vojvodini u povijesti i sadašnjosti - osnovne činjenice, 2009. (grafički dizajnirao Darko Vuković[29]) (suautor s Marijom Barom)
- Osvajanje slobode - Hrvati u Vojvodini deset godina nakon listopadskog prevrata 2000., 2011.[1]

Neka djela su mu prevedena i na mađarski jezik, a preveo ih je bački hrvatski književnik Matija Molcer, a jedno djelo mu je preveo i na njemački jezik. Osim tih jezika, djela su mu prvedena i na engleski, rumunjski, bugarski i rusinski jezik.
Subotički redatelj Rajko Ljubič je snimio film Sve arende u sluge Ente prema pripovijetki Tomislava Žigmanova Prid svitom - saga o svitu koji nestaje.

## Nagrade
Dobio je mnoštvo nagrada i priznanja u matičnoj Subotici odnosno Vojvodini, zatim Hrvatskoj, Bosni i Hercegovini te Mađarskoj.
- 2003. godine je za knjigu Bunjevački blues dobio subotičku gradsku nagradu dr Ferenc Bodrogvári.[1]
- Dobitnik je nagrade "Zvane Črnja", koja se dodjeljivala na 5. "Danima eseja", održanim u listopadu 2007. godine u Puli,[31] za najbolju knjigu eseja izdanu u razdoblju između rujna 2006. i 2007. godine, Minimum in maximis - zapisi s ruba o nerubnome.
- Dobitnik je nagrade Pro urbe za 2010. godinu.[32]
- 2010. godine je dobio Srebrnu povelju Matice hrvatske za knjigu Prid svitom - saga o svitu koji nestaje. Ista knjiga je dobila nagradu fra Lucijan Kordić Društva hrvatskih književnika i te mostarskog ZIRAL-a (Zajednice izdanja Ranjeni labud), za najbolje književno djelo koje govori o životu Hrvata izvan Hrvatske i koje je objavljeno od 1. rujna 2006. do 1. rujna 2010. godine. Iste godine ga je nagradila subotička Gradska knjižnica za zavičajni književni opus, a povodom obilježavanja svoje 120 godišnjice.[1]
- 2013. godine prva nagrada Pasionske baštine za djelo Bunjevački Put križa[33][34]
- 2019.: nagrada Hrvatski stećak Matice hrvatske Stolac za osobit doprinos hrvatskoj književnosti[35]

## Radovi o Žigmanovu
- Milovan Miković: Suzdržano raskrivanje neočiglednog i nespoznatog, 1998., 1999.
- Sanja Vulić Vranković: O pjesništvu i pjesničkom jeziku Tomislava Žigmanova, 2003.
- Sanja Vulić Vranković: Književno djelo i jezik Tomislava Žigmanova, 2004.
- Sanja Vulić Vranković: Jezik i književno djelo Tomislava Žigmanova, 2005.
- Sanja Vulić Vranković: Mrak koji traje: Tomislav Žigmanov, Bez svlaka mraka, Hrvatsko akademsko društvo, Subotica, 2005., osvrt (Dubrovnik: časopis za književnost, nauku i umjetnost, N.s., god. 16 (2005.), 2/3, str. 305. – 306.)[36]

## Vanjske poveznice
- Hrvatska matica iseljenika  Arhivirana inačica izvorne stranice od 30. listopada 2005. (Wayback Machine) Vojvođanski nakladnici, knjižari i autori stižu na Interliber
- Sanja Vulić Vranković - Popis radova  Arhivirana inačica izvorne stranice od 13. siječnja 2008. (Wayback Machine)
- Hrvatska matica iseljenika[neaktivna poveznica] Tomislav Žigmanov u HMI predstavlja novu knjigu
- Radio-Subotica  Arhivirana inačica izvorne stranice od 14. travnja 2015. (Wayback Machine) Petar Vuković: Kako tragamo za identitetom, 4. travnja 2007.